# Blythe (Califòrnia)
Blythe és una població dels Estats Units a l'estat de Califòrnia. Segons el cens del 2000 tenia 12.155 habitants.

## Demografia
Segons el cens del 2000, Blythe tenia 12.155 habitants, 4.103 habitatges, i 2.974 famílies. La densitat de població era de 193,6 habitants/km².
Dels 4.103 habitatges en un 41,4% hi vivien nens de menys de 18 anys, en un 50% hi vivien parelles casades, en un 16,6% dones solteres, i en un 27,5% no eren unitats familiars. En el 22,9% dels habitatges hi vivien persones soles el 7,1% de les quals corresponia a persones de 65 anys o més que vivien soles. El nombre mitjà de persones vivint en cada habitatge era de 2,91 i el nombre mitjà de persones que vivien en cada família era de 3,45.
Per edats la població es repartia de la següent manera: un 33,9% tenia menys de 18 anys, un 8,7% entre 18 i 24, un 28,4% entre 25 i 44, un 19% de 45 a 60 i un 9,9% 65 anys o més.
L'edat mediana era de 31 anys. Per cada 100 dones de 18 o més anys hi havia 97 homes.
La renda mediana per habitatge era de 35.324 $ i la renda mediana per família de 40.783 $. Els homes tenien una renda mediana de 32.342 $ mentre que les dones 26.671 $. La renda per capita de la població era de 14.424 $. Entorn del 19% de les famílies i el 20,9% de la població estaven per davall del llindar de pobresa.

## Poblacions més properes
El següent diagrama mostra les poblacions més properes.